# Уэйт, Джон
Джон Уэйт (англ. John Waite; р. 4 июля 1952, Ланкастер, графство Ланкашир) — британский поп-музыкант, наиболее известный хитом «Missing You», занявшим 1-е место в «Billboard Hot 100». Он также был вокалистом таких успешных рок-групп, как «The Babys» и «Bad English».

## Карьера

### Ранние годы
Джон Уэйт родился в Ланкастере, 4 июля 1952 года. Учился сначала в средней школе современного искусства Гривза, а затем в Ланкастерском художественном колледже.

### The Babys
В 1976 году Уэйт был приглашён клавишником Майком Корби в мейн-рок-группу «The Babys». 1 декабря того же года Уэйт дебютировал на первом одноимённом лонгплее, который успеха так и не достиг.
В следующем, 1977 году, «The Babys» выпустили поп-хит «Isn’t It Time», занявший 13-е место в «Billboard Hot 100».
В течение последующих 3 лет группа вместе с Уэйтом выпустила ещё три альбома, последним из которых стал «On the Edge», вышедший 26 октября 1980 года.
Во время выступления в Цинциннати 9 декабря 1980 года, когда на одном из концертов Джона Уэйта стащил со сцены чрезмерно усердный поклонник (во время выхода на бис), он серьёзно повредил колено.
После финального выступления в Акроне остальная часть тура была отменена, что и послужило поводом для официального распада в марте 1981 года.

### Сольная карьера
Впоследствии Уэйт начал сольную карьеру с «Ignition», на котором был выпущен хит-сингл «Change».
Хоть сингл и не попал в чарты, но он был главной песней на радиостанциях AORа. «Change» также являлся очень популярным музыкальным видео на MTV, поскольку «новый» кабельный канал отмечал свое первый год эксплуатации.
Песня была первоначально записана в 1981 году американской рок-группой «Spider», но с немного другим текстом.
Второй сингл «Going to the Top» попал в топ-50 «Billboard Hot 100». В отличие он «Change», «Going to the Top» был написан самим Уэйтом.
Его следующий альбом имел международный успех. Он вошел в десятку лучших благодаря хиту «Missing You», занявшему 1 место «Billboard Hot 100». Он также занял 1 место в «Album Rock Tracks».
«No Brakes» был продан свыше 1,5 млн копий, но ни разу не был сертифицирован выше золотого статуса RIAA
Затем последовал сингл под названием «Tears», который вошел в десятку лучших в чартах «Mainstream Rock».
Следующий альбом Уэйта, названный как «Mask of Smiles», был выпущен в 1985 году с последовавшим хитом «Step of the Way».
Ещё один сингл — «If Anybody Had a Heart», был выпущен для саундтрека к фильму, названному «Что случилось прошлой ночью».
В 1987 году «Rover’s Return» был выпущен 4-й альбом Джона. Затем вышел сингл «This Times Are Hard for Lovers».

### Bad English
В следующем году Уэйт присоединился к бывшим товарищам «The Babys» Джонатану Кейну и Рики Филлипсу вместе с Нилом Шоном из «Journey» и барабанщиком Дином Кастроново, чтобы сформировать супергруппу «Bad English».
В 1989 году баллада «Bad English» «When I See You Smile» заняла 1-е место в чарте «Billboard Hot 100» и получила золотой сертификат RIAA.
Сам альбом вошел в пятерку лучших «Billboard» и был продан тиражом свыше 2 млн копий, и это только в США.
«Bad English» выпустили два альбома, прежде чем напряженность между участниками привела к роспуску в 1992 году.

### Наше время

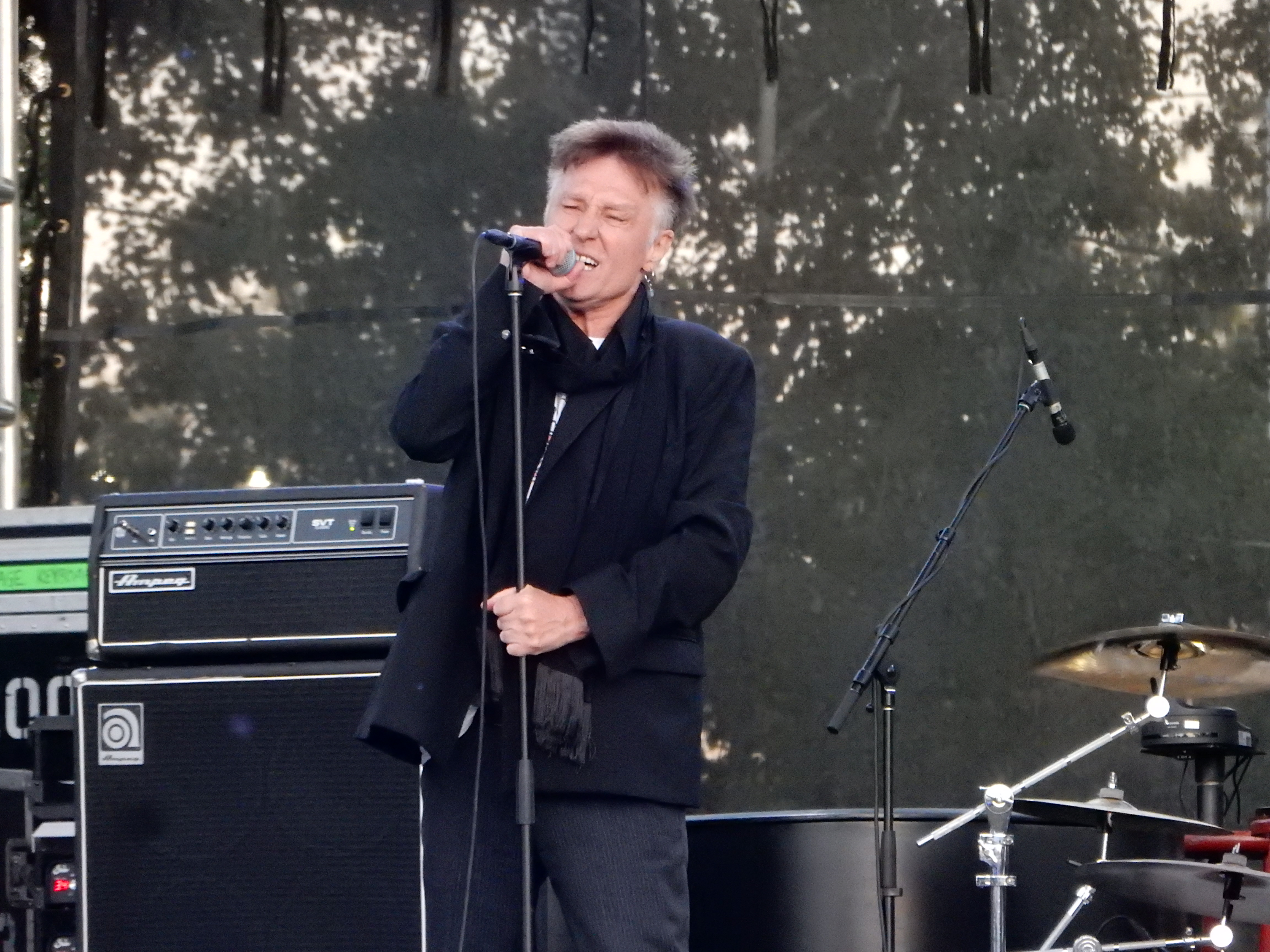
Уэйт в амфитеатре «Тулалип» в 2021 году.

В 2006 году «Missing You» был выпущен в дуэте с Элисон Краусс и попал в топ-40 чартов стран США.
5 февраля 2007 года Уэйт появился с Краусс на ток-шоу «The Tonight Show», чтобы исполнить эту песню.
Затем Уэйт вернулся к сольной работе. В 2011 году он выпустил альбом под названием «Rough And Tumble».
Песни Уэйта снова появилась и в других СМИ: в 2013 году песня «Missing You» широко использовалась в фильме «Тепло наших тел», а «Change» вошла в саундтрек к фильму «Телеведущий 2: И снова здравствуйте».

## Дискография

### Студийные альбомы
| 1982                                    | Ignition - Первый альбом - Релиз: 21 мая 1982 - Лейбл: Chrysalis Records                           | —  | —  | —  | 68 |                            |
| 1984                                    | No Brakes - Второй альбом - Релиз: 1984 - Лейбл: EMI                                               | 64 | 27 | —  | 10 | - US: Gold - CAN: Platinum |
| 1985                                    | Mask of Smiles - Третий альбом - Релиз: 1985 - Лейбл: EMI                                          | —  | —  | —  | 36 |                            |
| 1987                                    | Rover's Return - Четвёртый альбом - Релиз: 19 апреля 1987 - Лейбл: EMI                             | —  | 99 | 30 | 77 |                            |
| 1995                                    | Temple Bar - Fifth studio album - Релиз: 14 февраля 1995 - Label: Imago Records                    | —  | —  | —  | —  |                            |
| 1997                                    | When You Were Mine - Sixth studio album - Release date: 23 сентября 1997 - Лейбл: Mercury Records  | —  | —  | —  | —  |                            |
| 2001                                    | Figure in a Landscape - Seventh studio album - Релиз: 21 августа 2001 - Лейбл: Gold Circle Records | —  | —  | —  | —  |                            |
| 2004                                    | The Hard Way - Eighth studio album - Release date: 21 сентября 2004 - Лейбл: No Brakes             | —  | —  | —  | —  |                            |
| 2007                                    | Downtown: Journey of a Heart - Ninth studio album - Релиз: 9 января 2007 - Лейбл: Rounder Records  | —  | —  | —  | —  |                            |
| 2011                                    | Rough & Tumble - Tenth studio album - Релиз: 2011 - Лейбл: Frontiers Records                       | —  | —  | —  | —  |                            |
| «—» denotes releases that did not chart | |    |    |    |    |                            |

### Концертные релизы
| Год  | Альбом             | Лейбл             |
| ---- | ------------------ | ----------------- |
| 2001 | Live & Rare Tracks | One Way           |
| 2010 | In Real Time       | Frontiers Records |
| 2013 | Live — All Access  | No Brakes Records |

### Сборники
| Год  | Альбом                                      | Лейбл             |
| ---- | ------------------------------------------- | ----------------- |
| 1992 | The Essential John Waite                    | Chrysalis         |
| 1996 | Complete                                    | Capitol           |
| 2014 | Best                                        | No Brakes Records |
| 2017 | Wooden Heart — Acoustic Anthology, Volume 2 | No Brakes Records |

### EP
| Год  | Альбом                                 | Лейбл             |
| ---- | -------------------------------------- | ----------------- |
| 2014 | Wooden Heart — Acoustic, Volume 1 — EP | No Brakes Records |

### Синглы
| 1982                                    | «Change»                           | —  | —  | —  | —  | —  | —   | 16 | —  | —  | —  | Ignition                       |
| 1982                                    | «Going to the Top»                 | —  | —  | —  | —  | —  | —   | —  | —  | —  | —  | Ignition                       |
| 1984                                    | «Missing You»                      | 9  | 5  | 1  | 18 | 12 | 1   | 1  | 7  | 27 | —  | No Brakes                      |
| 1984                                    | «Tears»                            | —  | —  | 45 | —  | —  | 37  | 8  | —  | —  | —  | No Brakes                      |
| 1984                                    | «Dark Side of the Sun»             | —  | —  | —  | —  | —  | —   | —  | —  | —  | —  | No Brakes                      |
| 1985                                    | «Restless Heart»                   | —  | —  | —  | —  | —  | 59  | 28 | —  | —  | —  | No Brakes                      |
| 1985                                    | «Change» (re-release)              | —  | —  | —  | —  | —  | 54  | —  | —  | —  | —  | Vision Quest (soundtrack)      |
| 1985                                    | «Every Step of the Way»            | —  | —  | 39 | —  | —  | 25  | 4  | —  | —  | —  | Mask of Smiles                 |
| 1985                                    | «Welcome to Paradise»              | —  | —  | —  | —  | —  | 85  | —  | —  | —  | —  | Mask of Smiles                 |
| 1986                                    | «If Anybody Had a Heart»           | —  | —  | —  | —  | —  | 76  | 24 | —  | —  | —  | About Last Night… (soundtrack) |
| 1987                                    | «These Times Are Hard for Lovers»  | 77 | 59 | —  | —  | —  | 53  | 6  | —  | —  | —  | Rover’s Return                 |
| 1987                                    | «Don't Lose Any Sleep»             | —  | —  | —  | —  | —  | 81  | —  | —  | —  | —  | Rover’s Return                 |
| 1990                                    | «Deal for Life»                    | 80 | —  | —  | —  | —  | —   | —  | —  | —  | —  | Days of Thunder                |
| 1993                                    | «In Dreams»                        | —  | —  | —  | —  | —  | 103 | —  | —  | —  | —  | True Romance (soundtrack)      |
| 1993                                    | «Missing You» (re-entry)           | 56 | —  | —  | —  | —  | —   | —  | —  | —  | —  | The Essential John Waite       |
| 1995                                    | «How Did I Get By Without You?»    | —  | —  | —  | —  | —  | 89  | —  | 20 | —  | —  | Temple Bar                     |
| 2001                                    | «Fly»                              | —  | —  | —  | —  | —  | —   | —  | 27 | —  | —  | Figure in a Landscape          |
| 2005                                    | «New York City Girl»               | —  | —  | —  | —  | —  | —   | —  | 23 | —  | —  | The Hard Way                   |
| 2006                                    | «Missing You» (with Alison Krauss) | —  | —  | —  | —  | —  | —   | —  | —  | —  | 34 | Downtown: Journey of a Heart   |
| 2011                                    | «Shadows of Love»                  | —  | —  | —  | —  | —  | —   | —  | —  | —  | —  | Rough & Tumble                 |
| 2011                                    | «If You Ever Get Lonely»           | —  | —  | —  | —  | —  | —   | —  | —  | —  | —  | Rough & Tumble                 |
| «—» denotes releases that did not chart |                                    |    |    |    |    |    |     |    |    |    |    |                                |